# 川崎重工業ガスタービン・機械カンパニー
川崎重工業ガスタービン・機械カンパニー（かわさきじゅうこうぎょうガスタービンきかいカンパニー、英:Kawasaki Heavy Industries Gasturbine & Machinary Company）は、川崎重工グループの中核会社・川崎重工業にかつて存在した社内カンパニー。産業用ガスタービン、ジェットエンジン部品、ヘリコプターのトランスミッションを製造するガスタービンビジネスセンターと舶用推進機械（船舶用エンジン、減速機、スクリューなど）、エネルギー環境分野の設備（発電用ディーゼルエンジン、陸用蒸気タービンなど）を製造する機械ビジネスセンターの2つのビジネスセンターから構成されていた。
2018年4月1日、航空関連分野、エネルギー関連分野について、事業分野に沿って3カンパニーを2カンパニーに改編されたことに伴い廃止された。航空エンジン事業は航空宇宙カンパニーと統合し「航空宇宙システムカンパニー」に、舶用推進機械、エネルギー関連事業はプラント・環境カンパニーと統合し「エネルギー・環境プラントカンパニー」となった。

## ガスタービン・ビジネスセンター
航空機エンジン・タービンの研究、開発、製造部門。多数の国家プロジェクトにも参画するとともに、明石工場には「我が国ジェットエンジン発祥の地」の記念碑もある。前身は航空宇宙カンパニーと同じく大日本帝国陸軍の専属メーカーとして、戦闘機などを開発・製造していた川崎航空機（かわさきこうくうき）。
自衛隊向け戦闘機F-15のエンジンF100のアフターバーナーモジュールの製造O/Hや対戦車攻撃ヘリAH-1SのT53エンジン、輸送ヘリCH-47のT55エンジンの製造組立・オーバーホールも手掛ける。
使用工場は兵庫県明石市にある明石工場、兵庫県神戸市にある西神工場。

### 工場概要

#### 明石工場
- 敷地面積：550,000m2
- 建物面積：180,000m2
- 製造品目：航空機用ジェットエンジン、航空機用・舶用ガスタービン、航空機用トランスミッション、エンジン周辺機器、ガスタービン発電設備、熱電供給システム（コージェネレーションシステム）、機械駆動用ガスタービン、ガスタービン移動発電機車、同部品の製造及びオーバーホール

#### 西神工場
- 開設年月：1990年12月
- 敷地面積：120,000m2
- 建物面積：20,000m2
- 製造品目：ジェットエンジン・ガスタービン部品

### 沿革
- 1919年 - 当時の川崎造船所兵庫工場内に自動車・飛行機製作所を建設。
- 1940年 - 明石工場完成、航空機（機体/エンジン）製造開始。
- 1942年 - 陸軍航空技術研究所の委託を受けて「ネ」シリーズ研究・試作に着手。
- 1943年 - ラムジェット「ネ-0」我が国初の飛行試験。
- 1954年 - 極東米軍のJ33ジェットエンジンオーバーホールを実施。
- 1962年 - 英国ロールス・ロイス社との技術提携によるJ80506（T-1Aジェット練習機）のオーバーホール初号機を納入。
- 1967年 - T53型ターボシャフトエンジンの製造・OHを実施。
- 1969年 - 川崎重工業に吸収合併される。
- 1979年 - 英国ロールス・ロイス社との技術提携による艦艇用エンジンオリンパスおよびタインの初号機納入。
- 1983年 - 5ヶ国共同によるエアバスA320ファミリー用ターボファンエンジン「V2500」の開発開始。
- 1984年 - 英国ロールス・ロイス社との技術提携による艦艇用エンジンスペイの初号機納入。
- 1985年 - 米国P&W社とのRSP契約によるPW4000ターボファンエンジン部品の製造開始。
- 1986年
  - 米国ライカミング社との技術提携によるT55-K-712（CH-47ヘリコプタ用）初号機を防衛庁に納入。
  - 英国ロールス・ロイス社とのRSP契約によるロッキードL-1011 トライスター用RB211ターボファンエンジン部品の製造開始。
- 1990年 - 西神工場竣工。
- 1996年 - CF34ターボファンエンジンの開発開始。
- 2008年 - ロールス・ロイス トレント1000（ボーイング787用） の運転試験を開始。
- 2009年 - ロールス・ロイス トレント XWB（エアバスA350 XWB用）へのRRSP（リスク&レベニューシェアリングパートナー）契約による参画を決定。
- 2010年 - 航空機用一定周波数発電装置 T-IDGをP-1量産機向けに初納入。
- 2011年 - トレント XWBエンジン中圧圧縮機モジュールを初出荷。エアバスA320neo用エンジン「PW1100G-JM」の開発・生産に参画。

### 製品
文字通り、航空機エンジン・タービンに関連したものを製造している。現在研究開発中のものもある。

#### 航空機エンジン
分担生産
- F100ターボファンエンジン（IHI社）
- F110ターボファンエンジン（IHI社）
- F7ターボファンエンジン（IHI社）
- V2500ターボファンエンジン
- PW4000ターボファンエンジン
- PW2000ターボファンエンジン
- PW6000ターボファンエンジン
- AW139ターボシャフトエンジン
- 131-9エンジン

ライセンス生産
- T55ターボシャフトエンジン（ハネウェル社）
- T53ターボシャフトエンジン（ハネウェル社）
- RTM322ターボシャフトエンジン（ロールス・ロイス・チュルボメカ社）

RRSPプログラム参加
- Trent1000（RR社）
- TrentXWB（RR社）
- PW1100G-JM（P&W社・JAEC）
- PW1500/1900G（P&W社）

#### 艦艇用エンジン
ライセンス生産
- オリンパスエンジン（RR社）
- タインエンジン（RR社）
- スペイエンジン（RR社）

#### 発電用タービン
- M7A
- L20A
- L30A